# Kai Hiemstra
Kai Hiemstra (* 10. Dezember 1938 in Berlin; † 8. Dezember 2015) war ein deutscher Unternehmer. Er gründete 1972 die erste deutsche Mediaagentur HMS (Hiemstra Mediaberatung Service).

## Leben
Hiemstra studierte von 1958 bis 1962 Volkswirtschaft in Mainz und Würzburg. 1963 stieg er als Trainee bei der Hamburger Werbeagentur Lintas ein, wo er bis 1967 – zuletzt als Mediaplaner – beschäftigt war. Danach war er bis 1970 als Media Director bei der Werbeagentur Doyle Dane Bernbach in Düsseldorf tätig. Es folgte eine kurze Tätigkeit bei der Frankfurter Agentur H. K. McCann, bevor er 1972 in Wiesbaden mit der HMS Hiemstra Mediaberatung GmbH die erste deutsche Mediaagentur gründete. Hiemstra leitete die HMS bis 1993. Im Anschluss war er von 1994 bis 1999 CEO und Vorsitzender der HMS Carat Group sowie Executive Director der Londoner Aegis.
Ab 1996 war Hiemstra auch im Vorstand des Gesamtverbandes Werbeagenturen (GWA) tätig. Hiemstra war außerdem maßgeblich an der Gründung der Organisation Mediaagenturen im GWA (OMG) beteiligt. Für seine Dienste in der Organisation wurde Hiemstra im September 2000 zum ersten Ehrenmitglied der OMG ernannt.
Gemeinsam mit Helma Finkenauer-Linnerth, Ursula Hofmann und Hans-Georg Stolz gründete Hiemstra Ende 2002 die Beratungsfirma CBC Communication Brainpool Consulting. CBC wurde drei Jahre später abgewickelt.
Sein Sohn ist Axel Hiemstra.
Kai Hiemstra starb im Alter von 76 Jahren am 8. Dezember 2015.

## Auszeichnungen
- 1999: Deutscher Mediapreis – Mediapersönlichkeit des Jahres[8]
- 2000: Bundesverdienstkreuz am Bande[1]